# Salut i drets sexuals i reproductius
La salut i els drets sexuals i reproductius o SDSR és el concepte de drets humans aplicat a la sexualitat i la reproducció . És el reconeixement del dret de tota persona a prendre decisions plenament informades i autodeterminades sobre la seva participació sexual, com ara l'ús d'anticoncepcions, les parelles sexuals i l'accés a la informació i els serveis de salut sexual, sense discriminació, violència i/o coacció. La SRHR engloba una combinació de quatre camps diferents però interconnectats, que poden presentar diferents graus de distinció segons el context específic. Aquests quatre camps inclouen la salut sexual, els drets sexuals, la salut reproductiva i els drets reproductius. En el concepte ampli de SDSR, aquests quatre camps es tracten com a separats, però estan intrínsecament entrellaçats.
No sempre es fan distincions entre aquests quatre camps. La salut sexual i la salut reproductiva de vegades es tracten com a sinònims entre si, igual que els drets sexuals i els drets reproductius. En alguns casos, els drets sexuals s'inclouen en el terme salut sexual, o viceversa. Les diferents organitzacions no governamentals (ONG) i organitzacions governamentals no només utilitzen terminologies diferents, sinó que sovint ho fant dins de la mateixa organització.
Entre les ONG globals notables que lluiten per la salut i els drets sexuals i reproductius hi ha la IPPF (Federació Internacional de Planificació Familiar), la ILGA (International Lesbian and Gay Alliance), la WAS ( World Association for Sexual Health - abans coneguda com a World Association for Sexology), el Center for Health and Gender Equity i la International HIV/AIDS Alliance.

## Història
Els programes de planificació familiar dirigits per governs van començar a la dècada de 1950. No obstant això, els objectius principals d'aquests programes sovint se centraven en el control de la població per al creixement i el desenvolupament econòmic. El 1994, la Conferència Internacional sobre Població i Desenvolupament (CIPD) que es va celebrar al Caire, va marcar un canvi significatiu de perspectiva pel que fa a la salut reproductiva i es considera que és el naixement del moviment modern de SDSR. Al llarg de la conferència, els debats al voltant de la planificació familiar van passar del de l'economia al de la salut pública i els drets humans. Al final de la CIPD es va desenvolupar un Programa d'Acció (PoA) que va ser aprovat i adoptat per 179 països. El PoA va afirmar la salut sexual i reproductiva com un dret humà universal i va plantejar metes i objectius globals per millorar la salut reproductiva al voltant de tres temes centrals: la lliure elecció, l'apoderament de les dones i la visió de la salut sexual i reproductiva en termes de benestar físic i emocional. El PoA va esbossar una sèrie d'objectius, basats en la missió central d'aconseguir l'accés universal a la salut reproductiva a tot el món, que es pretenia assolir el 2015. L'any 2000 es van desenvolupar els Objectius de Desenvolupament del Mil·lenni (ODM) i, tot i que la salut reproductiva no es va declarar explícitament com un dels objectius, es va convertir en un component important dels Objectius 3, 4 i 5. El 2010, les Nacions Unides va revisar el PoA original i el va actualitzar per reflectir el seu objectiu d'aconseguir l'atenció universal de la salut reproductiva el 2015. Quan els ODM i el PoA de la CIPD es van eliminar gradualment el 2015, els propers objectius de SDSR es van incorporar als Objectius de Desenvolupament Sostenible, la següent iteració dels ODM que descriuen els objectius per combatre la pobresa fins al 2030.

## Salut sexual
L'Organització Mundial de la Salut defineix la salut sexual com "un estat de benestar físic, mental i social amb relació a la sexualitat. Requereix un enfocament positiu i respectuós de la sexualitat i de les relacions sexuals, així com la possibilitat de tenir experiències sexuals plaents i segures, lliures de coacció, discriminació i violència".

## Drets sexuals
A diferència dels altres tres aspectes de la SDSR, la lluita pels drets sexuals inclou, i se centra en, el plaer sexual i l'expressió sexual emocional. Una plataforma per a aquesta lluita és la Declaració dels Drets Sexuals WAS.
L' Associació Mundial per a la Salut Sexual (WAS) va ser fundada l'any 1978 per un grup multidisciplinari d'ONG a nivell mundial per promoure el camp de la sexologia.
La Plataforma d'Acció de la Conferència de Pequín sobre les Dones de 1995 va establir que els drets humans inclouen el dret de les dones a controlar i prendre decisions sobre la seva pròpia sexualitat, inclosa la seva pròpia salut sexual i reproductiva,  lliurement i sense coacció, violència o discriminació. Aquest paràgraf ha estat interpretat per alguns països com la definició aplicable dels drets sexuals de les dones. La Comissió de Drets Humans de les Nacions Unides ha establert que si les dones tinguessin més poder, la seva capacitat de protegir-se de la violència s'enfortiria.
Es va produir un canvi important en la història de l'Associació quan l'any 1997 el Congrés Mundial de Sexologia va emetre la Declaració dels Drets Sexuals de València. Aquest va ser un moviment visionari per part de María Pérez Conchillo i Juan José Borrás Valls (presidents del congrés) que va fer del WAS una organització més defensora dels drets sexuals com a fonamentals per a la promoció de la salut sexual i l'àmbit de la sexologia. Durant el Congrés es va fer una roda de premsa per donar a conèixer l'aprovació de la Declaració de València i va rebre l'atenció mundial.
Aquesta declaració ha tingut un impacte mundial en el reconeixement de la importància dels drets sexuals com a drets humans. A més de l'enorme impacte sobre l'OMS, va provocar que l'IPPF emetés la seva pròpia declaració de drets sexuals el 2008.
Posteriorment, WAS va fer algunes revisions a la Declaració de València i va proposar una Declaració de Drets Sexuals WAS, que es va aprovar en l'Assemblea General al XIV Congrés Mundial de Sexologia (Hong Kong, 1999). La WAS va adoptar la Declaració dels Drets Sexuals, que originalment incloïa 11 drets sexuals. El març del 2014 el Consell Assessor de WAS la va revisar i ampliar, incloent 16 drets sexuals:
1. Dret a la igualtat i a la no discriminació
2. Dret a la vida, la llibertat i la seguretat de la persona
3. Dret a l'autonomia i integritat corporal
4. Dret a no patir tortures ni tractes o càstigs cruels, inhumans o degradants
5. Dret a estar lliure de tota forma de violència i coacció
6. Dret a la intimitat
7. Dret al nivell de salut més alt possible, inclosa la salut sexual; amb la possibilitat d'experiències sexuals plaents, satisfactòries i segures
8. Dret a gaudir dels beneficis del progrés científic i de la seva aplicació
9. Dret a la informació
10. Dret a l'educació i el dret a l'educació sexual integral
11. Dret a contraure, formar i dissoldre el matrimoni i tipus similars de relacions basades en la igualtat i el consentiment ple i lliure
12. Dret a decidir si té fills, el nombre i l'espai entre els fills, i a disposar de la informació i els mitjans per fer-ho
13. Dret a la llibertat de pensament, opinió i expressió
14. Dret a la llibertat d'associació i de reunió pacífica
15. Dret a la participació en la vida pública i política
16. Dret d'accés a la justícia, recursos i reparacions

Aquesta Declaració va influir en els Principis de Yogyakarta (que es van llançar com un conjunt de principis internacionals relacionats amb l'orientació sexual i la identitat de gènere el 26 de març de 2007), especialment en la idea de la integritat de cada persona i el dret a la salut sexual i reproductiva .
El 2015, el govern dels EUA va afirmar que començaria a utilitzar el terme "drets sexuals" en les discussions sobre els drets humans i el desenvolupament global.
La primera resolució de l'ONU que incloïa els drets sexuals es va aprovar a la 56a sessió del Consell de Drets Humans (HRC) del 12 de juliol de 2024. La resolució del CDH "Els drets humans en el context del VIH i la sida" demana als estats membres que desenvolupin "serveis de salut sexual i reproductiva, així com programes educatius sobre salut i drets sexuals i reproductius". Això contrasta amb els documents i resolucions anteriors de l'ONU que exclouen el llenguatge al voltant dels drets sexuals.

## Salut reproductiva
En el marc de la definició de la salut de l'Organització Mundial de la Salut (OMS) com un estat de complet benestar físic, mental i social, i no només l'absència de malaltia o dolència, la salut reproductiva o la salut/ higiene sexual aborda els processos, funcions i sistema reproductius en totes les etapes de la vida. La salut reproductiva, per tant, implica que les persones puguin tenir una vida sexual responsable, satisfactòria i segura i que tinguin la capacitat de reproduir-se i la llibertat de decidir si, quan i amb quina freqüència fer-ho. Una interpretació d'això implica que els homes i les dones haurien d'estar informats i tenir accés a mètodes de control de la natalitat segurs, efectius, assequibles i acceptables. Igualment, haurien de tenir accés a serveis de salut adequats de medicina sexual, reproductiva i la implementació de programes d'educació sanitària per subratllar la importància de que les dones passin amb seguretat l'embaràs i el part per tal de millorar les possibilitats de tenir un nadó sa. D'altra banda, les persones sí que s'enfronten a desigualtats en els serveis de salut reproductiva. Les desigualtats varien en funció de l'estatus socioeconòmic, el nivell educatiu, l'edat, l'ètnia, la religió i els recursos disponibles al seu entorn. És possible, per exemple, que les persones de baixos ingressos no tinguin els recursos per a serveis de salut adequats i els coneixements per saber què és adequat per mantenir la salut reproductiva.

## Drets reproductius
Els drets reproductius són drets i llibertats legals relacionats amb la reproducció i la salut reproductiva. L' Organització Mundial de la Salut defineix els drets reproductius de la manera següent:
"Els drets reproductius es basen en el reconeixement del dret bàsic de totes les parelles i persones a decidir lliurement i responsablement el nombre, l'espai i el moment dels seus fills i a disposar de la informació i els mitjans per fer-ho, i el dret a assolir el més alt nivell de salut sexual i reproductiva. També inclouen el dret de tothom a prendre decisions sobre la reproducció lliure de discriminació, coacció i violència.
L'àrea dels drets sexuals i reproductius està influenciada per normes culturals i socials contextuals, factors socioeconòmics i lleis i regulacions existents. El clima socioestructural pot afectar tant l'accés com la qualitat de l'atenció i les intervencions de salut sexual i reproductiva.

## Objectius i metes
Malgrat els canvis freqüents als marcs, els objectius generals de SDSR segueixen canviant poc. Tal com s'estipulava per primera vegada a la CIPD, l'atenció universal de la salut reproductiva continua sent l'objectiu final, i amb cada nou marc es desenvolupen objectius per avançar cap a això. En el Programa d'Acció original de la CIPD, la crida principal era l'accés universal a l'atenció sanitària, inclosa l'atenció a la salut reproductiva, la planificació familiar i la salut sexual. Amb el temps, aquests s'han ampliat per incloure el dret d'accés a l'educació sobre salut sexual i reproductiva, la fi de la mutilació genital femenina i l'augment de l'empoderament de les dones en els àmbits social, polític i cultural.
També es van crear metess i objectius especials per atendre les necessitats de salut sexual i reproductiva dels adolescents. Els adolescents solen ser els més vulnerables als riscos associats a l'activitat sexual, inclòs el VIH, a causa de problemes personals i socials com els sentiments d'aïllament, el matrimoni infantil i l'estigmatització. Els governs es van adonar de la importància d'invertir en la salut dels adolescents com a mitjà per establir el benestar futur de les seves societats. Com a resultat, la Comissió de Població i Desenvolupament va desenvolupar una sèrie de drets fonamentals per a adolescents, com ara el dret a una educació sexual integral, el dret a decidir sobre tots els assumptes relacionats amb la seva sexualitat i l'accés als serveis de salut sexual i reproductiva sense discriminació (inclosos els avortaments segurs sempre que sigui legal).